# Jianyang (Nanping)
Jianyang – dzielnica Nanping u podnóża gór Wuyi Shan, dawniej samodzielne miasto.
Od X aż do początku XX wieku ważne centrum drzeworytniczego drukarstwa, o znaczeniu ogólnochińskim. Od X do XIV wieku miejsce produkcji słynnych kamionkowych naczyń, używanych do picia herbaty (zobacz Ceramika Jian). Przemysł maszynowy, papierniczy i chemiczny; Mauzoleum Zhu Xi.